# Hamipterus
Hamipterus é um gênero fóssil de pterossauro do clado Pteranodontoidea do Cretáceo Inferior da China. Há uma única espécie descrita para o gênero Hamipterus tianshanensis.
Hamipterus conseguiram caminhar, mas não voar, logo após a incubação do ovo.